# Lesquin
Lesquin là một xã trong vùng hành chính Nord-Pas-De-Calais, thuộc tỉnh Nord, quận Lille, tổng Canton de Seclin-Nord. Tọa độ địa lý của xã là 50° 35' vĩ độ bắc, 03° 06' kinh độ đông. Lesquin nằm trên độ cao trung bình là 20 mét trên mực nước biển, có điểm thấp nhất là 35 mét và điểm cao nhất là 58 mét. Xã có diện tích 8,41 km², dân số vào thời điểm 1999 là 6010 người; mật độ dân số là 715 người/km².

## Thông tin nhân khẩu
| 1962  | 1968  | 1975  | 1982  | 1990  | 1999  | 2004  |
| ----- | ----- | ----- | ----- | ----- | ----- | ----- |
| 4.010 | 4.319 | 5.302 | 5.311 | 5.660 | 6.007 | 6.347 |

## Các thành phố kết nghĩa
- Linnich, Đức.
- Bafoulabé, Mali.